# Bill Tuiloma
Bill Tuiloma (Otahuhu, 27 de março de 1995), é um futebolista Neozelandês que atua como zagueiro. Atualmente, joga pelo Olympique de Marseille.

## Títulos
Strasbourg
- Championnat National: 2015–16

Nova Zelândia
- Copa das Nações da OFC: 2016
- Campeonato Sub-20 da OFC: 2013
- Campeonato Sub-17 da OFC: 2011